# Pascaline Dambinga
Pascaline Dambinga, née le 31 décembre 2004, est une coureuse cycliste burkinabé.

## Biographie
En 2023, elle est médaillée de bronze du championnat d'Afrique du contre-la-montre par équipes mixtes.

## Palmarès
- 2023
  -  Médaillée de bronze du championnat d'Afrique du contre-la-montre par équipes mixtes

## Classements mondiaux
| Année                                 | 2023 |
| ------------------------------------- | ---- |
| Classement UCI                        | 927e |
|                                       |      |
| Légende : nc = non classéSource : UCI |      |